# Madame de Beaumer
Madame de Beaumer (env. 1720 - 1766) est une femme de lettres française.
Elle défendit les droits des femmes notamment dans Journal des Dames, dont elle est l'une des éditrices,.

## Biographie
On ne connait guère d'éléments de la vie de Madame de Beaumer ; selon certains, étant de religion calviniste, elle était censée baptiser ses enfants en cachette.
En 1759, elle lance à La Haye les Lettres curieuses, instructives et amusantes,,, un périodique d'une durée de vie assez courte, dans laquelle elle exprime ses opinions radicales. Elle y fustige les censeurs de la presse française et loue la liberté de ton des journaux hollandais. En France, protégée de Louis-François de Bourbon-Conti, elle est introduite à la Cour. Elle habite seule dans une chambre meublée, dans la franchise de l'enclos du temple.
Elle est autrice d'écrits défendant tour à tour les pauvres et les opprimés, la justice sociale, la tolérance religieuse, la franc-maçonnerie, la liberté républicaine, la paix internationale et l'égalité devant la loi. À son retour en France, elle tente de les faire publier, mais ses ils sont refusés par la censure royale lorsqu'elle propose un projet de journal satirique intitulé Lettres de Magdelon Friquet. Elle envisage alors de faire passer ses idées par le Journal des Dames, dont elle prend la direction entre octobre 1761 et avril 1763. Elle en change radicalement le ton, alors que celui-ci se contentait d'opinions littéraires teintées du royalisme de son fondateur ; elle y introduit des idées en faveur de l'égalité entre hommes et femmes, arguant que la fin de l'assujettissement des femmes, couplée à un respect mutuel entre les sexes est de nature à conduire à l'harmonie sociale et, finalement, à la paix internationale. Ses affirmations selon lesquelles le journal serait largement publié inquiète la censure, qui retarde la parution de plusieurs numéros, puis l'interdit, conduisant à sa position financière précaire. Endettée, elle fuit en Hollande pour échapper à ses créanciers.
Elle plaide sa cause à distance puis sur place après son retour en France, auprès de ses censeurs, Marin et Malesherbes, pour retrouver le droit de faire paraitre son journal. Ceux-ci, l'attaquant avec misogynie sur son physique, acceptent à la condition qu'elle transforme le journal en journal de mode, ce qu'elle refuse violemment. Elle propose à Catherine de Maisonneuve de reprendre le titre, consciente qu'elle est trop surveillée pour pouvoir être efficace. Après cet échec, elle retourne vivre en Hollande.
Madame de Beaumer se fait reconnaitre par sa signature à la main de tous les exemplaires du Journal des Dames, sauf les derniers, en même temps que Pierre-Barnabé Farmin de Rozoi en devient le rédacteur principal. Sur la proposition d'une lectrice, qui dénonce l'inexistence de termes féminins pour les fonctions qu'elles exercent, elle adopte cette féminisation proposée, et se désigne dans son journal par les termes d'« autrice » et « rédactrice ». Ces événements ont probablement joué un rôle dans ses positions féministes de plus en plus critiques au fil des années.

## Publications
- 1759 : Journal des Dames, fondé en 1759, elle est devenue rédactrice en 1761.
- 1760 : Œuvres mêlées. Dialogue entre Charles XII, roi de Suède, et Mandrin, contrebandier.